# Robert Manning
Pour les articles homonymes, voir Manning.
Robert Manning (né le 22 octobre 1816 en Normandie; mort le 9 décembre 1897 en Irlande) était un ingénieur irlandais. L’équation de Manning-Strickler porte son nom.

## Biographie
Manning est né un an après la bataille de Waterloo, où son père avait pris part. En 1826 il emménage à Waterford en Irlande et commence à travailler en tant que comptable.
En 1846, pendant la grande famine, Manning entre dans le bureau des travaux publics (Office of Public Works) pour travailler dans le département des drainages artériels. Après des débuts en tant que dessinateur technique, il est nommé la même année ingénieur assistant de Samuel Roberts. En 1848, il est promu ingénieur territorial et conserve cette position jusqu’en 1855. Durant cette période, il lit le « traité d’hydraulique » de Jean-François D’Aubuisson de Voisins et développe une passion pour l’hydraulique.
De 1855 à 1869, Manning travaille auprès du Marquis de Downshire. Pour lequel il supervise la construction du port de la baie de Dundrum en Irlande. Il conçoit additionnellement le système d’approvisionnement en eau potable pour la ville de Belfast. Après le décès du Marquis, il reprend sa position d’assistant du chef ingénieur aux travaux publique irlandais puis devient lui-même chef ingénieur en 1874. Position qu’il conserve jusqu’en 1891.

## Formule de Manning
Manning n’avait pas de formation d’ingénieur mais était un autodidacte en mécanique des fluides. Ses connaissances en comptabilité et son pragmatisme influencèrent son travail et le conduisirent notamment à simplifier au maximum les problèmes physiques pour pouvoir les résoudre plus efficacement. Il compara sept des formules les plus connues pour le calcul des écoulements dans un canal : Du Buat (1786), Eytelwein (1814), Weisbach (1845), de St. Venant (1851), Neville (1860), Darcy et Bazin (1865), ainsi que Ganguillet et Kutter (1869). Il calcula alors des vitesses d’écoulement à l’aide de chacune des formules pour une pente donnée et un rayon hydraulique variant de 0,25 à 30 m. Puis il prit les valeurs moyennes obtenues grâce aux sept formules et à partir de ces résultats développa sa propre équation permettant de retrouver des valeurs aussi proches que possible.
Sa première Formule était la suivante:
{\displaystyle V=32[RS(1+R^{1/3})]^{1/2}}
Cette première formule fut ensuite simplifiée sous la forme :
{\displaystyle V=CR^{x}S^{1/2}}
En 1885, Manning attribua la valeur 2/3 à {\displaystyle x} et réécrit sa formule :
{\displaystyle V=CR^{2/3}S^{1/2}}
Dans une lettre adressée à Alfred Aimé Flamant, Manning écrit : « La valeur inverse de {\displaystyle C} correspond étroitement à {\displaystyle n}, comme l’avaient déjà remarqué Ganguillet et Kutter, {\displaystyle C} et {\displaystyle n} sont constants pour le même canal ».
Le 4 décembre 1889, à l’âge de 73 ans, Manning présenta pour la première fois sa formule à l’institut des ingénieurs civils d’Irlande. Sa formule vit officiellement le jour en 1891 dans sa publication « On the flow of water in open channels and pipe » paru dans les Transactions of the Institution of Civil Engineers (Irland).
Manning n’était pas pleinement satisfait de sa formule. En effet, il était à l’époque difficile de calculer la racine et de déterminer la puissance 2/3 d’un nombre. De plus, l’équation aux dimensions n’était pas cohérente. Pour corriger ce dernier point, Manning entreprit de modifier sa formule et obtint l’équation suivante :
{\displaystyle V=C(gS)^{1/2}[R^{1/2}+(0,22/m^{1/2})(R-0,15m)]}
Où {\displaystyle m} représente la pression atmosphérique en équivalent hauteur de mercure et {\displaystyle C} est un nombre sans dimension qui varie avec la nature de la surface du lit de la rivière.
Néanmoins, la formule qui fut retenue plus tard dans certains ouvrages de la fin du XIXe siècle fut écrite comme suit :
{\displaystyle V=(1/n)R^{2/3}S^{1/2}}
Le manuel « Handbook of Hydraulics » de Horace Williams King (1918) a popularisé cette version de la formule de Manning qui est aujourd’hui la plus employée. Cet ouvrage a aussi matérialisé le fait que le coefficient {\displaystyle C} est l’inverse du nombre de Kutter {\displaystyle n}.
Aux États-Unis, {\displaystyle n} est désigné sous le nom de constante de Manning alors qu’en Europe on emploie plus couramment le nombre de Strickler {\displaystyle K} qui est l’inverse de {\displaystyle n}.